# Maastrichtià
| Període                                       | Època    | Estatge      | Edat (Ma)    |              |
| --------------------------------------------- | -------- | ------------ | ------------ | ------------ |
| Paleogen                                      | Paleocè  | Danià        | (més recent) | (més recent) |
| Cretaci                                       | Superior | Maastrichtià | 72,1 ± 0,2   | 72,1 ± 0,2   |
| Cretaci                                       | Superior | Campanià     | 83,6 ± 0,2   | 83,6 ± 0,2   |
| Cretaci                                       | Superior | Santonià     | 86,3 ± 0,5   | 86,3 ± 0,5   |
| Cretaci                                       | Superior | Coniacià     | 89,8 ± 0,3   | 89,8 ± 0,3   |
| Cretaci                                       | Superior | Turonià      | 93,9         | 93,9         |
| Cretaci                                       | Superior | Cenomanià    | 100,5        | 100,5        |
| Cretaci                                       | Inferior | Albià        | ~ 113,0      | ~ 113,0      |
| Cretaci                                       | Inferior | Aptià        | ~ 125,0      | ~ 125,0      |
| Cretaci                                       | Inferior | Barremià     | ~ 129,4      | ~ 129,4      |
| Cretaci                                       | Inferior | Hauterivià   | ~ 132,6      | ~ 132,6      |
| Cretaci                                       | Inferior | Valanginià   | ~ 139,8      | ~ 139,8      |
| Cretaci                                       | Inferior | Berriasià    | ~ 145,0      | ~ 145,0      |
| Juràssic                                      | Superior | Titonià      | (més antic)  | (més antic)  |
| Comissió Internacional d'Estratigrafia (2020) |          |              |              |              |

El Maastrichtià (de la ciutat de Maastricht als Països Baixos) és un estatge faunístic del Cretaci superior. Comprèn el període entre fa 70,6 ± 0,6 milions d'anys i fa 65,5 ± 0,3 milions d'anys.
Al final d'aquest període, es va produir una extinció massiva coneguda com l'Extinció massiva del Cretaci-Paleogen així com l'extinció del Cretaci-Terciari. En aquest esdeveniment d'extinció, molts grups comunament reconeguts com els dinosaures no aviaris, plesiosaures i mosasaures, així com molts altres grups menys coneguts, es van extingir.

## Definicions estratigràfiques
El Maastrichtià fou introduït a la literatura científica pel geòleg belga André Hubert Dumont el 1849, després d'estudiar els estrats de roca de l'estreta Guix Grup de la ciutat neerlandesa de Maastricht. Aquests estrats es classifiquen ara com la Formació de Maastricht - tant en la formació i l'estatge deriven els seus noms de la ciutat. La Formació de Maastricht és conegut pels seus fòssils d'aquesta època, sobretot del rèptil marí gegant Mosasaurus, que al seu torn també deriva el seu nom de la ciutat neerlandesa (mosa ser en llatí el riu Mosa).
La base de l'estage Maastrichtià és a la primera aparició d'espècies d'ammonits Pachydiscus neubergicus. A la localitat tipus original, a prop de Maastricht, el registre estratigràfic va ser trobat més tard per estar incomplets. A continuació, un perfil de referència per a la base va ser nomenat en una secció al llarg del riu Ador anomenat Gran Carrière, a prop de la localitat de Tèrcis al sud-oest de França. La part superior de l'estatge Maastrichtià es defineix en l'anomalia d'iridi al límit Cretaci-Paleogen (límit K-Pg), que també es caracteritza per l'extinció de molts grups de vida, com ara certs foraminífers i nanoplànctons calcaris, tots els ammonites i belemnits, etc.
El Maastrichtià se subdivideix habitualment en dos estatges (superior i inferior) i tres biozones d'ammonits. Les biozones són (de jove va a vell):
- zona d'Anapachydiscus terminus
- zona d'Anapachydiscus fresvillensis
- zona de Pachydiscus neubergicus fins a Pachydiscus epiplectus

El Maastrichtià és més o menys coetani amb la North American Land Mammal Age lanciana.

## Litoestratigrafia i paleogeografia
Els següents són resums de les característiques de les formacions d'edat Maastrichtià específiques.

### Amèrica del Nord
La Formació Bearpaw, també anomenat les Bearpaw Shale, és una formació de roca sedimentària que es troba al nord-oest d'Amèrica del Nord. Està exposat a l'estat de Montana als Estats Units, així com les províncies canadenques d'Alberta i Saskatchewan, a l'est de les muntanyes Rocoses. Es recobreix per la formació més vella de Two Medicine, Riu Judith i Formació del Parc dels Dinosaures, i està al seu torn coberta per la Formació del Horseshoe Canyon al Canadà i la Formació de Fox Hills a Montana. A l'est i al sud es barreja en el Shale de Pierre.
Una formació marina composta principalment de shale, que representa l'última gran ampliació del mar interior d'Amèrica del Nord abans que retrocedís completament des del nord-oest d'Amèrica del Nord a la fi del període Cretaci. És famós pels seus fòssils d'ammonits ben conservats. Altres fòssils trobats en aquesta formació inclouen molts tipus de marisc, peixos ossis, taurons, rajades, ocells, i rèptils marins com mosasaures, plesiosaures i tortugues marines. Les restes ocasionals de dinosaures també s'han descobert, presumiblement de cadàvers arrossegats cap al mar.

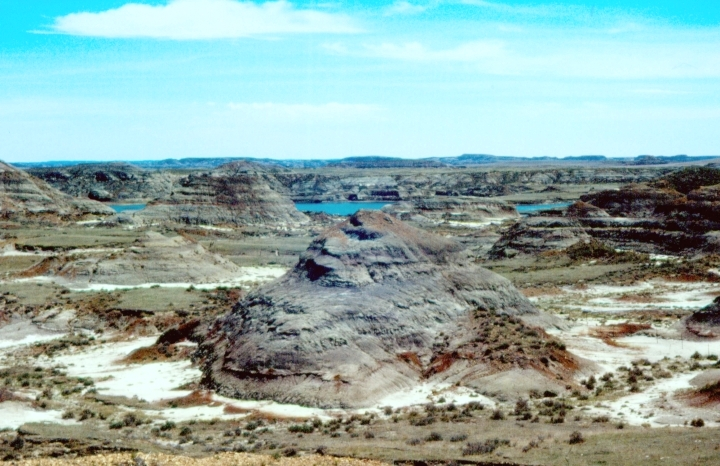
La formació de Hell Creek està ben exposada a les terres ermes als voltants de l'embassament de Ft. Peck.

La Formació de Hell Creek és una divisió de roques estudiada intensament del Cretaci Superior al Paleocè Inferior a Amèrica del Nord, anomenat així per les exposicions estudiades al llarg de Hell Creek a prop de Jordan (Montana). La Formació de Hell Creek es produeix en terres ermes de l'est de Montana i parts de Dakota del Nord, Dakota del Sud i Wyoming. A Montana, la Formació de Hell Creek se superposa a la Formació de Fox Hills i és la formació més alta del període Cretaci.
Es tracta d'una sèrie d'argiles d'aigua dolça i salobre, fangolites i gres dipositades durant el Maastrichtià, l'última part del període Cretaci, per activitat fluvial a la fluctuació dels canals i deltes de rius i dipòsits de pantà de torba molt ocasionals al llarg de l'est de baixa altitud del talús continental davant la fi del Cretaci Western Seaway Interior. El clima era suau. El famós iridi enriquit del Límit K/T, que separa el Cretaci del Cenozoic, es produeix com discontínua però diferent llits marcador prim dins de la Formació, prop del seu estrat superior.
La Formació del Horseshoe Canyon forma part de la sèrie d'Edmonton i és de fins a 230 m de profunditat. Es compon de fangolita, gres i shales carbonoses. Hi ha una varietat d'entorns, que han produït una diversitat de material fòssil. Els afloraments de la Formació del Horseshoe Canyon extensament en l'àrea de Drumheller, Alberta, així com cap al nord al llarg del riu Red Deer prop de Trochu, i també a la ciutat d'Edmonton.

### Àfrica
El camp Sarir va ser descobert al sud de la Cirenaica durant 1961 i és considerat com el principal jaciment de petroli a Líbia, amb les reserves de petroli estimades d'1,9 km³. Sarir és operat per l'Arabian Gulf Oil Company (Agoco), una subsidiària de l'empresa estatal National Oil Corporation (NOC).
La columna estratigràfica Sarir general s'assembla als patrons de successió al llarg de la conca de Sirte, amb algunes variacions. En la fase regressiva primerenca, gresos basals van ser dipositades sobre un basament precambrià de roques ígnies i metamòrfiques. Els gresos estan datats al pol·len d'angiospermes com a menors d'Albià, probablement des del Cretaci tardà. Després d'una llarga pausa, representada per l'erosió discordança i gres, es va col·locar una seqüència transgressiva d'esquists d'anhidrita de vermell, verd i morat. Restes de llit jaspiades es produeixen en les seccions de la cresta de moltes estructures del nord, com en els pous B-1-65 i C-1-80.
Per sobre de la seqüència transgressiva són pissarres del Cretaci Superior amb atapeït, carbonat micrític, marcant el principi del Mesozoic. Aquestes pissarres s'espesseixen en canals, proporcionant única roca del camp d'origen. La fauna més jove és Maastrichtià, amb una aparent discordança entre el Cretaci Superior i el Paleocè, caracteritzada per alts nivells de radiació gamma en els registres.
La Formació Berivotra és una roca sedimentària de formació marina del Cretaci Superior (Maastrichtià) que es troba a Madagascar, que és contemporani a la Formació terrestre de Maevarano.
La Formació Maevarano és una formació de roques sedimentàries del Cretaci Superior que es troba a la província de Mahajanga al nord-oest de Madagascar. El més probable és de l'edat Maastrichtiana, i registra un estacional, ambient semiàrid amb rius que varien enormement el seu cabal. Els fòssils d'animals recuperats notables inclouen el dinosaure teròpode Majungasaurus i els primers ocells Rahonavis i Vorona, i els sauropodes titanosaures Rapetosaurus.

### Índia
La Formació Lameta és una formació de roca sedimentària que es troba a Madhya Pradesh, Gujarat i Maharashtra, Índia. És d'edat Maastrichtià (Cretaci Superior), i es destaca pels seus fòssils de dinosaures. Molts noms dubtosos s'han creat per als ossos aïllats, però diversos gèneres de dinosaures d'aquestes roques estan ben contrastades, inclòs el sauròpode titanosaure  Isisaurus  i els abelisaures Indosaurus, Indosuchus, Laevisuchus, i Rajasaurus.

### Àsia
La Formació Barun Goyot, que data del període Cretaci, es troba dins i està àmpliament representada a la conca del Desert de Gobi, a la Província d'Ömnögovi de Mongòlia.
Era conegut prèviament com el "territori de Llits baixos de Nemegt", que apareix sota de la Formació de Nemegt i per sobre de la Formació de Djadokhta. Té aproximadament de 100 mm de gruix i es va establir aproximadament 80-71 milions d'anys, pel que és incert si ha de ser classificat com a Campanià o Maastrichtià, encara que aquest últim és menys probable. La Formació Barun Goyot conserva un ambient de dunes de sorra, creades a partir de roques erosionades pel vent (dunes eòliques).
La Formació de Nemegt és una formació sedimentària del Cretaci tardà al Desert de Gobi, a Mongòlia. Es cobreix, i en alguns llocs amb interdigita, la Formació Barun Goyot. Es compon de sediments dels canals dels rius i conté fòssils de peixos, tortugues, cocodrils, aus i una diversa fauna de dinosaures. El clima era més humit que quan es van dipositar les formacions anteriors; no sembla haver existit almenys cert grau de cobertura forestal.
L'edat absoluta de la Formació Nemegt és desconeguda, però es pensa que és Maastrichtià o potser Campanià tardà en edat, molt aproximadament uns 76-65 milions anys. La presència de Saurolophus, un tàxon també conegut en la Formació del Horseshoe Canyon d'Alberta, pot indicar una edat Maastrichtià primerenca, al voltant de 70 milions d'anys.